# اقتصاد بنين
لا يزال اقتصاد بنين  متخلفاً، ويعتمد على زراعة الكفاف والقطن. حسابات القطن 40٪ من الناتج المحلي الإجمالي وحوالي 80٪ من عائدات التصدير الرسمية. وهناك أيضاً إنتاج النسيج، منتجات النخيل، والكاكاو. والذرة، والفاصولياء والأرز، والفول السوداني والكاجو والأناناس والبفرة، واليام، وتزرع درنات أخرى مختلفة لبقاء السكان المحليين.
احتلت بنين المركز 120 في مؤشر الابتكار العالمي عام 2023. وتقدّمت إلى المركز 119 في مؤشر عام 2024.

## التنمية الاقتصادية

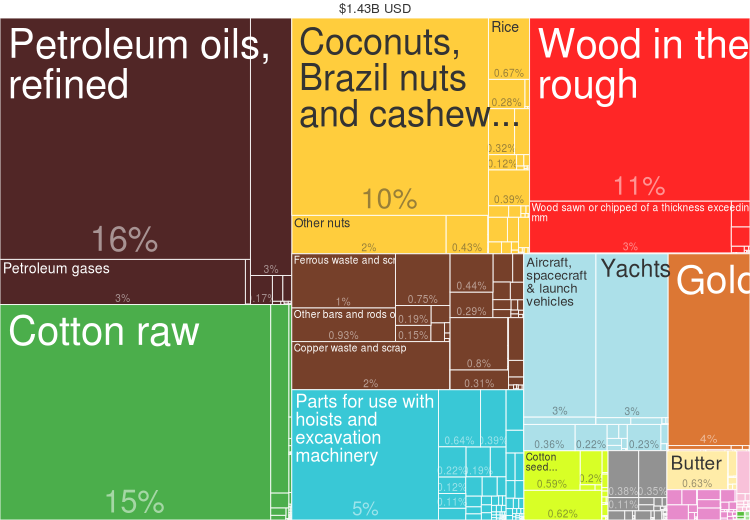
صادرات بنين في عام 2014.

منذ الانتقال إلى حكومة ديمقراطية في عام 1990، شهدت بنين انتعاشًا اقتصاديًا. أدى ضخ الاستثمارات الخارجية إلى تخفيف الصعوبات الاقتصادية في أوائل التسعينيات بسبب الركود العالمي وانخفاض أسعار السلع الأساسية. ويقتصر قطاع التصنيع على بعض الصناعات الخفيفة. يهدف مشروع الطاقة الكهرومائية المشترك المخطط له مع توغو إلى تقليل اعتماد بنين على الطاقة المستوردة، والتي تمثل حاليًا نسبة كبيرة من واردات البلاد.
نما قطاع الخدمات بسرعة، مدفوعا بالتحرير الاقتصادي والإصلاح المالي، ونتيجة لذلك نما استخدام التكنولوجيا الحديثة مثل السيارات وأجهزة الكمبيوتر بشكل كبير. وتوفر العضوية في منطقة الفرنك استقرارًا معقولًا للعمة. وعلى الرغم من نموها السريع، لا يزال اقتصاد بنين متخلفًا ويعتمد على زراعة الكفاف وإنتاج القطن والتجارة الإقليمية. استمر اقتصاد بنين في الزيادة خلال السنوات الماضية، حيث قدر نمو الناتج المحلي الإجمالي بنحو 5.1 و 5.7٪ في عامي 2008 و 2009 على التوالي.

## القطاعات الإقتصادية

### الزراعة
يعمل في الزراعة أكثر من 70 ٪ من السكان. وتساهم الزراعة بحوالي 35٪ من الناتج المحلي الإجمالي للبلاد. والقطن هو المحصول الرئيسي ويمثل 70٪ من عائدات التصدير. ويعاني القطاع الزراعي من نقص البنية التحتية.والمحاصيل الغذائية الرئيسية هي المنيهوت والبطاطا والذرة والسورغم والفاصوليا والأر والبطاطا الحلوة والبابايا والجوافة والموز وجوز الهند.
أنتجت بنين في عام 2018:
- 3.8 مليون طن من الكسافا (17 أكبر منتج في العالم) ؛
- 2.7 مليون طن من اليام (رابع أكبر منتج في العالم) ؛
- 1.5 مليون طن من الذرة ؛
- 758 ألف طن من القطن (ثاني أكبر منتج في العالم) ؛
- 598 ألف طن زيت النخيل .
- 459 ألف طن أرز ؛
- 372 ألف طن من الأناناس .
- 319 ألف طن من الذرة الرفيعة .
- 253 ألف طن طماطم ؛
- 225 ألف طن من الفول السوداني .
- 221 ألف طن من فول الصويا .
- 215 ألف طن من الكاجو (خامس أكبر منتج في العالم) ؛

بالإضافة إلى إنتاج أقل من المنتجات الزراعية الأخرى.

### التعدين
يقتصر التعدين في بنين على إنتاج الأسمنت، الذه، الرمل، و الحصى، ولكنه لا يلعب دورا هاما في اقتصاد البلاد.

## إحصائيات
يبين الجدول التالي أهم المؤشرات الاقتصادية في الفنرة بين 1980-2017.
| عام                                           | 1980  | 1985  | 1990  | 1995   | 2000  | 2005  | 2006  | 2007  | 2008  | 2009  | 2010  | 2011  | 2012  | 2013  |
| --------------------------------------------- | ----- | ----- | ----- | ------ | ----- | ----- | ----- | ----- | ----- | ----- | ----- | ----- | ----- | ----- |
| الناتج المحلي الإجمالي (تعادل القوة الشرائية) | 2.69  | 3.70  | 4.75  | 6.59   | 9.06  | 12.33 | 13.22 | 14.38 | 15.38 | 15.86 | 16.39 | 17.23 | 18.39 | 20.03 |
| نصيب الفرد (تعادل القوة الشرائية)             | 740   | 866   | 954   | 1,115  | 1,321 | 1,545 | 1,608 | 1,701 | 1,768 | 1,773 | 1,782 | 1,821 | 1,890 | 2,003 |
| النمو                                         | 9.3 % | 4.3 % | 9.0 % | 6.0 %  | 4.9 % | 1.7 % | 3.9 % | 6.0 % | 4.9 % | 2.3 % | 2.1 % | 3.0 % | 4.8 % | 7.2 % |
| التضخم (بالنسبة المئوية)                      | 9.6 % | 1.2 % | 1.1 % | 14.5 % | 4.2 % | 5.4 % | 3.8 % | 1.3 % | 7.9 % | 0.4 % | 2.2 % | 2.7 % | 6.7 % | 1.0 % |
| الدين (نسبة مئوية من الناتج المحلي الإجمالي)  | ...   | ...   | ...   | ...    | 54 %  | 39 %  | 11 %  | 20 %  | 25 %  | 26 %  | 29 %  | 30 %  | 27 %  | 25 %  |

| عام                                           | 2014   | 2015  | 2016   | 2017  |
| --------------------------------------------- | ------ | ----- | ------ | ----- |
| الناتج المحلي الإجمالي (تعادل القوة الشرائية) | 21.69  | 22.38 | 23.57  | 25.33 |
| نصيب الفرد (تعادل القوة الشرائية)             | 2,111  | 2,121 | 2,175  | 2,277 |
| النمو                                         | 6.4 %  | 2.1 % | 4.0 %  | 5.6 % |
| التضخم (بالنسبة المئوية)                      | −1.1 % | 0.3 % | −0.8 % | 0.1 % |
| الدين (نسبة مئوية من الناتج المحلي الإجمالي)  | 30 %   | 42 %  | 50 %   | 55 %  |